# 密花艾纳香
密花艾纳香（学名：Blumea densiflora）为菊科艾纳香属的植物。分布在缅甸、印度、中南半岛、泰国、马来西亚、巴勒斯坦以及中国大陆的云南等地，生长于海拔1,500米至2,800米的地区，见于密林下或山谷林缘，目前尚未由人工引种栽培。

## 异名
- Blumea densiflora DC. var. hookeri (C. B. Clarke ex Hook.) Chang et Y. Q. Tseng